# Bartkówka (gromada)
Bartkówka – dawna gromada, czyli najmniejsza jednostka podziału terytorialnego Polskiej Rzeczypospolitej Ludowej w latach 1954–1972.
Gromady, z gromadzkimi radami narodowymi (GRN) jako organami władzy najniższego stopnia na wsi, funkcjonowały od reformy reorganizującej administrację wiejską przeprowadzonej jesienią 1954 do momentu ich zniesienia z dniem 1 stycznia 1973, tym samym wypierając organizację gminną w latach 1954–1972.
Gromadę Bartkówka z siedzibą GRN w Bartkówce (obecnie w granicach Dynowa) utworzono – jako jedną z 8759 gromad na obszarze Polski – w powiecie brzozowskim w woj. rzeszowskim na mocy uchwały nr 18/54 WRN w Rzeszowie z dnia 5 października 1954. W skład jednostki weszły obszary dotychczasowych gromad Bartkówka i Pawłokoma ze zniesionej gminy Dynów w tymże powiecie. Dla gromady ustalono 12 członków gromadzkiej rady narodowej.
31 grudnia 1961 do gromady Bartkówka włączono obszar zniesionej gromady Dylągowa w tymże powiecie.
1 stycznia 1969 gromadę zniesiono przez połączenie z gromadą Siedliska w tymże powiecie w nową gromadę Dąbrówka Starzeńska z siedzibą GRN w Dąbrówce Starzeńskiej, tamże.